# Municipio de Atotonilco de Tula
El municipio de Atotonilco de Tula es uno de los ochenta y cuatro municipios que conforman el estado de Hidalgo, México. La cabecera municipal es la localidad de Atotonilco de Tula y la localidad más poblada es Paseos de la Pradera.
Atotonilco de Tula se localiza al sur del territorio hidalguense entre los paralelos 19°52′ y 20°3′ de latitud norte; los meridianos 99°8′ y 99°19′ de longitud oeste; con una altitud entre 2000 y 2800 m s. n. m. Este municipio cuenta con una superficie de 122.30 km², y representa el 0.59 % de la superficie del estado; dentro de la región geográfica denominada como la Valle del Mezquital.
Colinda al norte con los municipios de Tula de Allende y Atitalaquia; al este con el municipio de Ajacuba y el estado de México (municipios de Apaxco, Tequixquiac y Huehuetoca); al sur con el estado de México y con el municipio de Tepeji del Río de Ocampo; al oeste con los municipios de Tepeji del Río de Ocampo y Tula de Allende.
Atotonilco de Tula se considera uno de los municipios que conforman la Zona Metropolitana de la Ciudad de México, debido a que la población ocupada del municipio modificó su dinámica laboral hacia dicha zona.

## Toponimia
El nombre de Atotonilco deriva de las raíces náhuatl atl, -agua- totonqui -caliente- y co en o dentro; que unido le da el significado a Lugar en donde el agua hierve. Finalmente para diferenciarse de otros lugares, se le denominó de Tula por su cercanía a la ciudad de Tula de Allende.

## Geografía

### Relieve e hidrografía
En cuanto a fisiografía se encuentra en la provincia del Eje Neovolcánico; dentro de las subprovincias de: Llanuras y Sierras de Querétaro e Hidalgo (57.0 %) y Lagos y Volcanes de Anáhuac (43.0 %). Su territorio es lomerío (10.0 %) y sierra (90.0 %).
En cuanto a su geología corresponde al periodo neógeno (65.0 %), cretácico (14.0 %) y cuaternario (5.23 %). Con rocas tipo ígnea extrusiva: volcanoclástica (54.0 %), basalto (8.0 %) y basalto–brecha volcánica
básica (3.0 %); Sedimentaria:  caliza (14.0 %) y lutita (1.0 %); Suelo: aluvial (4.23 %). En cuanto a edafología el suelo dominante es phaeozem (53.0 %), leptosol (31.0 %) y vertisol] (0.23 %).
En lo que respecta a la hidrología se encuentra posicionado en la región hidrológica del Pánuco; en la cuenca del río Moctezuma; dentro de la subcuenca río Salado (65.0 %) y río El Salto (35.0 %). Cuenta con los ríos “Grande de Tulancingo” y “Amajac”, alimentando a 35 cuerpos de agua. Por su característica territorial las principales fuentes hidrológicas conocidas en esta región son manantiales de aguas termales y pozos de aguas.

### Clima
El territorio municipal se encuentran los siguientes climas con su respectivo porcentaje: Semiseco templado (75.0 %), templado subhúmedo con lluvias en verano, de menor humedad (25.0 %). Se presenta un clima templado-frío, con una temperatura anual de 17 °C; precipitación pluvial media de 560 milímetros por año con un periodo de lluvias en el mes de mayo a septiembre.

### Ecología
La flora se encuentra conformado por cerros de pastos naturales, matorrales, pastizales matorrales y bosques de especies maderables y no maderables. En cuanto a fauna las especies que predominan en este territorio son el conejo, liebre,
ardilla y una fuerte cantidad de reptiles como el camaleón, lagartija, víbora, aunado a una variedad de arácnidos e insectos.

## Demografía

### Población
De acuerdo a los resultados que presentó el Censo de Población y Vivienda 2020 del INEGI, el municipio cuenta con un total de 62 470 habitantes, siendo 30 414 hombres y 32 056 mujeres. Tiene una densidad de 510.7 hab/km², la mitad de la población tiene 29 años o menos, existen 94 hombres por cada 100 mujeres.
El porcentaje de población que habla lengua indígena es de 1.32 %, y el porcentaje de población que se considera afromexicana o afrodescendiente es de 2.76 %. Tiene una Tasa de alfabetización de 99.3 % en la población de 15 a 24 años, de 97.3 % en la población de 25 años y más. El porcentaje de población según nivel de escolaridad, es de 1.9 % sin escolaridad, el 53.4 % con educación básica, el 29.3 % con educación media superior, el 15.3 % con educación superior, y 0.1 % no especificado.
El porcentaje de población afiliada a servicios de salud es de 72.2 %. El 71.2 % se encuentra afiliada al IMSS, el 16.9 % al INSABI, el 3.3 % al ISSSTE, 0.3 % IMSS Bienestar, 4.7 % a las dependencias de salud de PEMEX, Defensa o Marina, 1.0 % a una institución privada, y el 3.5 % a otra institución. El porcentaje de población con alguna discapacidad es de 4.6 %. El porcentaje de población según situación conyugal, el 32.9 % se encuentra casada, el 30.6 % soltera, el 26.1 % en unión libre, el 5.7 % separada, el 1.4 % divorciada, el 3.3 % viuda.
Para 2020, el total de viviendas particulares habitadas es de 17 766 viviendas, representa el 2.1 % del total estatal. Con un promedio de ocupantes por vivienda 3.5 personas. Predominan las viviendas con los siguientes materiales: tabique, ladrillo, block, piedra, cantera, cemento o concreto. En el municipio para el año 2020, el servicio de energía eléctrica abarca una cobertura del 99.6 %; el servicio de agua entubada un 85.8 %; el servicio de drenaje cubre un 99.0 %; y el servicio sanitario un 98.9 %.

### Localidades
Para el año 2020, de acuerdo al Catálogo de Localidades, el municipio cuenta con 28 localidades.
| Código INEGI | Localidad                           | Población (2020) | Porcentaje (%) | Ámbito Población | Categoría Población |
| ------------ | ----------------------------------- | ---------------- | -------------- | ---------------- | ------------------- |
| 130130029    | Paseos de la Pradera                | 23 867           | 38.21          | Urbana           | Pueblo              |
| 130130001    | Atotonilco de Tula                  | 8822             | 14.12          | Urbana           | Villa               |
| 130130006    | Conejos                             | 4705             | 7.53           | Urbana           | Comunidad           |
| 130130013    | Vito                                | 4267             | 6.83           | Urbana           | Comunidad           |
| 130130010    | Progreso                            | 3310             | 5.30           | Urbana           | Comunidad           |
| 130130033    | Real Castilla                       | 2653             | 4.25           | Urbana           | Comunidad           |
| 130130032    | Senderos del Pedregal               | 2462             | 3.94           | Rural            | Comunidad           |
| 130130011    | El Refugio                          | 1739             | 2.78           | Rural            | Comunidad           |
| 130130005    | La Cañada                           | 1484             | 2.38           | Rural            | Comunidad           |
| 130130014    | Zacamulpa                           | 1401             | 2.24           | Rural            | Comunidad           |
| 130130008    | Ocampo                              | 1357             | 2.17           | Rural            | Comunidad           |
| 130130018    | Praderas del Potrero                | 1346             | 2.15           | Rural            | Comunidad           |
| 130130015    | San Antonio                         | 1065             | 1.70           | Rural            | Comunidad           |
| 130130012    | Texas                               | 908              | 1.45           | Rural            | Comunidad           |
| 130130002    | San José Acoculco                   | 757              | 1.21           | Rural            | Comunidad           |
| 130130009    | El Pedregal                         | 726              | 1.16           | Rural            | Comunidad           |
| 130130019    | Batha                               | 417              | 0.67           | Rural            | Ranchería           |
| 130130007    | Coayuca                             | 405              | 0.65           | Rural            | Ranchería           |
| 130130027    | Santa Cruz del Tezontle             | 161              | 0.26           | Rural            | Ranchería           |
| 130130034    | QUMA [Parque Industrial]            | 139              | 0.22           | Rural            | Ranchería           |
| 130130025    | La Sierrita (La Presa del Tejocote) | 130              | 0.21           | Rural            | Ranchería           |
| 130130026    | El Portal                           | 114              | 0.18           | Rural            | Ranchería           |
| 130130023    | Vito (Fabricio Álvarez Estrada)     | 91               | 0.15           | Rural            | Ranchería           |
| 130130022    | El Puertecito                       | 56               | 0.09           | Rural            | Ranchería           |
| 130130021    | Potrero Blanco                      | 46               | 0.07           | Rural            | Ranchería           |
| 130130028    | El Venado                           | 36               | 0.06           | Rural            | Ranchería           |
| 130130035    | La Estancia                         | 3                | 0.00           | Rural            | Ranchería           |
| 130130031    | La Lagunilla                        | 3                | 0.00           | Rural            | Ranchería           |

## Política
Se erigió como municipio el 31 de mayo de 1865. El Ayuntamiento está compuesto por: 1 presidente municipal, 1 síndico, 8 regidores y 16 delegados municipales. De acuerdo al Instituto Nacional electoral (INE) el municipio está integrado 18 secciones electorales, de la 0206 a la
0223. Para la elección de diputados federales a la Cámara de Diputados de México y diputados locales al Congreso de Hidalgo, se encuentra integrado al V distrito electoral federal de Hidalgo y al XV distrito electoral local de Hidalgo. A nivel estatal administrativo pertenece a la Macrorregión III y a la Microrregión I, además de a la Región Operativa II Tula.

### Cronología de presidentes municipales
| Periodo                  | Nombre                           | Afiliación política        |
| ------------------------ | -------------------------------- | -------------------------- |
| 1964-1967                | Adolfo León R.                   | -                          |
| 1967-1970                | Mario Gil Maya                   | -                          |
| 1970-1973                | Jorge León León                  | -                          |
| 1973-1976                | Manuel Estrada Peña              | -                          |
| 1976-1979                | Abel Gil Rodríguez               | -                          |
| 1979-1982                | Víctor Estrada N.                | -                          |
| 1982-1985                | Enrique Fuentes Sánchez          | -                          |
| 1985-1988                | Jorge Antonio Soto Estrada       | -                          |
| 1988-1991                | Alejandro Estrada Medrano        | -                          |
| 1991-1994                | Vicente Doriato Moctezuma Flores | -                          |
| 16/01/1994 al 15/01/1997 | Jesús Ramos Juárez               | PRI                        |
| 16/01/1997 al 15/01/2000 | Epigmenio González Borja         | PRD                        |
| 16/01/2000 al 15/01/2003 | Enrique Rodríguez Tovar          | PRI                        |
| 16/01/2003 al 15/01/2006 | Francisco H. León Tovar          | PAN                        |
| 16/01/2006 al 15/01/2009 | Moisés René Álvarez Chávez       | PRI                        |
| 16/01/2009 al 15/01/2012 | Julio César Ángeles Mendoza      | PVEM                       |
| 16/01/2012 al 04/09/2016 | Edgar Reyes Martínez             | Hidalgo nos Une            |
| 05/09/2016 al 24/08/2018 | Julio César Ángeles Mendoza      | PES                        |
| 25/08/2018 al 04/09/2020 | Raúl López Ramírez               | PES → MORENA (Sustituto)   |
| 05/09/2020 al 14/12/2020 | Rómulo Eugenio Navarrete Noble   | Concejo municipal Interino |
| 15/12/2020 al 04/09/2024 | Jaime Ramírez Tovar              | PAN-PRD                    |
| 05/09/2024 al 04/09/2027 | Yocelin Tovar Mendoza            | Morena                     |

## Economía
En 2010 el municipio presenta un IDH de 0.742 Muy Alto, por lo que ocupa el lugar 10° a nivel estatal; y en 2005 presentó un PIB de $1 674 030 719 pesos mexicanos, y un PIB per cápita de $63 171 (precios corrientes de 2005).
De acuerdo con el Consejo Nacional de Evaluación de la Política de Desarrollo Social (Coneval), el municipio registra un Índice de Marginación Muy Bajo; y el 34.4% de la población se encuentra en pobreza moderada y 4.3%  se encuentra en pobreza extrema.
A datos de 2015, en materia de agricultura, a superficie sembrada es muy pequeña y sobresalen los cultivos de maíz, fríjol, cebada forraje, trigo, nabo, avena forraje, chile verde, calabacita y alfalfa verde. En ganadería  según su importancia: ganado bovino, ovino, porcino y aves. Para 2015 cuenta con 12 tiendas Diconsa, y 5 tianguis semanales en el cual se expenden productos de la región.
De acuerdo con cifras al año 2015 presentadas en los censos económicos del INEGI, la Población Económicamente Activa (PEA) de 12 años y más del municipio asciende a 14 216 de las cuales 13 713 se encuentran ocupadas y 503 se encuentran desocupadas. El 2.54% pertenece al sector primario, el 38.85% pertenece al sector secundario, el 56.35% pertenece al sector terciario.
En el municipio se encuentra la Planta de Tratamiento de Aguas Residuales Atotonilco ubicada en Atotonilco de Tula en un terreno de 160 hectáreas. La capacidad de saneamiento será de 35 000 metros cúbicos por segundo, 23 000 l/s en promedio y 12 000 l/s adicionales en temporada de lluvia.